# 格朗帕拉
格朗帕拉是巴西圣卡塔琳娜州的一个市镇。总面积328平方公里，总人口6051人，人口密度18.4人/平方公里。